# Représentations diplomatiques du Haut-Karabagh
La république du Haut-Karabagh est un État non reconnu internationalement apparu en 1992 qui possède plusieurs missions diplomatiques.

## Amérique
- Canada (Bureau représentant)[1]

Représentant permanent : Robert Avetisyan
- États-Unis
  - Washington (Bureau représentant, depuis novembre 1997)[2]

Représentant permanent : Robert Avetisyan

## Asie
- Liban, Bureau représentant pour le reste du Moyen-Orient
  - Beyrouth (Bureau représentant)

## Europe
- Allemagne
  - Potsdam (Bureau représentant)[3]

21, Wattstrasse
Représentant permanent : Harutyun Grigoryan
- Arménie
  - Erevan (Bureau représentant)[4]

11, rue Moskovian
Représentant permanent : Karlen Avetissyan
- France
  - Paris (Bureau représentant)

Représentant depuis 2003 : Hovhannès Guévorkian (né en 1974)
- Russie
  - Moscou (Bureau représentant)

1, Armianski Pereulok
Représentant permanent : Albert Andryan

## Océanie
- Australie
  - Sydney (Bureau représentant)